# فلیسیتی ان

{{Infobox ship characteristics
فلیسیتی ان (به انگلیسی: Felicity Ann) یک کشتی بود که طول آن ۲۳ فوت (۷٫۰ متر) Length overall بود. این کشتی در سال ۱۹۴۹ (میلادی)|۱۹۴۹]] ساخته شد.